# SN 2011cw
SN 2011cw – supernowa typu IIn odkryta 1 maja 2011 roku w galaktyce A144739+5141. W momencie odkrycia miała maksymalną jasność 18,30m.